# سیستم رنگ مانسل
آلبرت هنری مانسل ∗ هنرمند آمریکایی از بزرگترین نظریه‌پردازان رنگ است که بیشترین سهم را در ایجاد یک سیستم رنگ داشته‌است.
او تحصیلات خود را ابتدا در مدرسه هنر ماساچوست شروع کرد و بعد از اتمام تحصیلات مقدماتی ابتدا به آکادمی جولیان و سپس به آکادمی هنرهای مستظرفه در پاریس رفت.
مدتی نیز در رم به تحصیل پرداخت و از سال ۱۸۹۰ تا ۱۹۱۵ در مدرسه هنرهای طبیعی ماساچوست به تدریس آناتومی و رنگ مشغول شد.

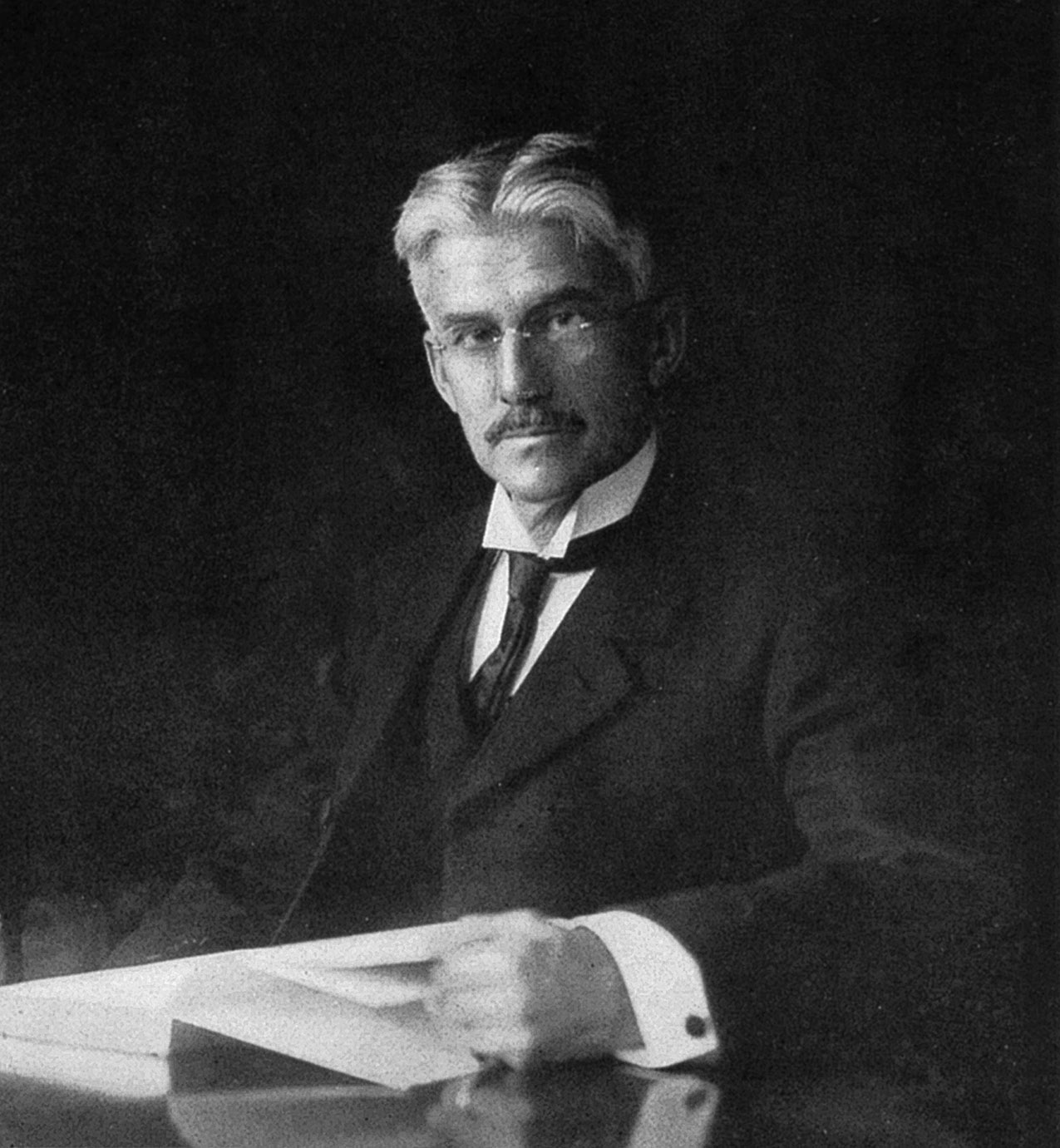
آلبرت مانسل

در زمینه مطالعه رنگ او ابتدا تحت تأثیر و نفوذ نظریه‌های هم وطن خود اوگدن رود قرار داشت، ولی دیری نگذشت که خودش شروع به مرتب‌سازی رنگ‌ها کرد و توانست در این راه به موفقیت‌های بزرگی برسد.

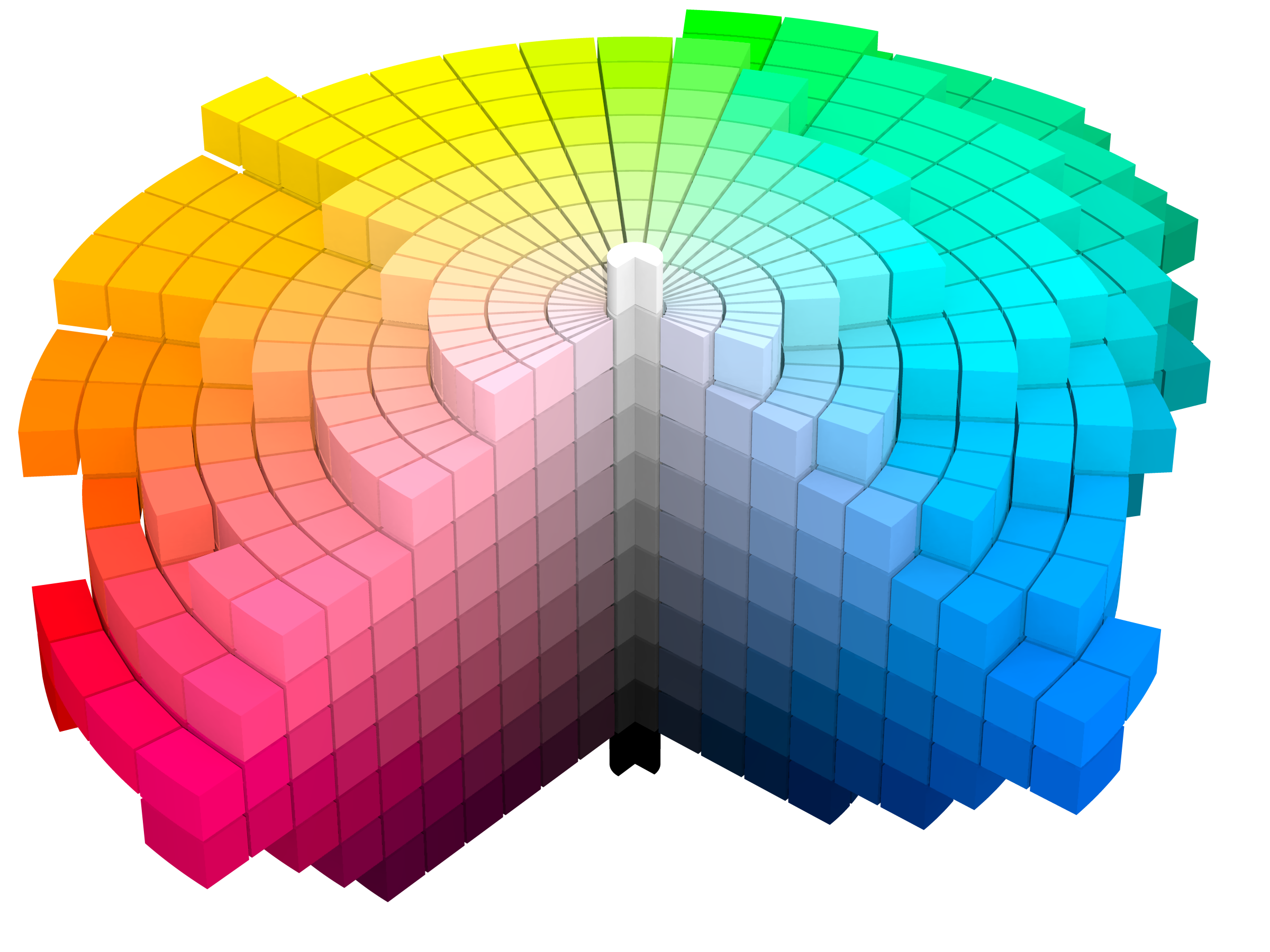
نمایش سه بعدی بازطراحی مدل رنگ مانسل در سال ۱۹٤۳

اکنون سیستم رنگ مانسل پس از سال‌ها از ایجادش هنوز هم یکی از بهترین مراجع رنگ از لحاظ سادگی و کامل بودن است. در سیستم رنگی مانسل رنگ‌ها با سه مقدار، «رنگمایه»، «خلوص» و «ارزش» قابل اندازه‌ گیری‌ اند.
«ارزش» مقدار روشنایی یک رنگ را اندازه‌گیری می‌کند، «خلوص» درجه ناب بودن رنگ را تعیین می‌کند و «رنگمایه» عبارت است از صد رنگ که از ترکیب ۵ رنگ اصلی بدست آمده است.
مانسل سیستم نمایش رنگ خود را بر پایه یک استوانه که همانند یک تنه درخت است قرار داده بود در این سیستم نمایش رنگ‌ها همانند شاخه و برگ‌ها که به تنه یک درخت متصل اند انجام می‌گیرد.
روش کار مانسل به این ترتیب بود که ابتدا او پنج رنگ قرمز، زرد، سبز، آبی و ارغوانی را به عنوان رنگمایه‌های اصلی انتخاب و در فواصل یکسان از هم بر روی محیط یک دایره قرار داد و به نظر می‌رسد تنها دلیل منطقی برای انتخاب پنج رنگ ایاد هماهنگی با سیستم ده دهی سلسله اعداد طبیعی باشد.
وی سپس رنگ‌های همجوار را با یک گام با هم ترکیب کرد که حاصل آن پنج رنگ جدید بود و در میان پنج رنگ اول قرار می‌گرفتند. مانسل هر یک از این ده رنگ را که بر روی یک دایره قرار داشتند دوباره به صورت همجوار ولی با تعداد گام‌های مختلف ترکیب کرد.
دلیل این اختلاف برای او این بود که تصور می‌کرد بعضی از رنگ‌ها دارای درجه خلوص و اشباع بالا هستند. او اعتقاد داشت این رنگ‌ها بر روی دیدن رنگ‌های با خلوص کم، اثر خواهند داشت.
مانسل علاوه بر این قواعدی را برای زیبایی‌شناسی ترکیب‌های رنگی پیشنهاد کرد که امروزه چندان مورد قبول نیست. سیستم رنگ مانسل بعدها توسط اخلافش تکمیل‌تر شد و توانست تا حد زیادی به استاندارد شدن رنگ‌ها کمک کند ولی ایرادهایی نیز بر آن وارد است از جمله آنکه تعداد رنگ‌های با درجه خلوص بالا در آن کمتر از رنگ‌های با درجه خلوص پایین هستند و این باعث می‌شود استفاده کنندگان این سیستم دچار محدودیت‌هایی شوند.
سیستم رنگ مانسل به عنوان یک مرجع انتخاب رنگ کارآمد هنوز کاربرد دارد و به صورت کتاب و نرم‌افزار ارائه شده است. به هر حال با پیشرفت دانش فنی تولید رنگ‌ها و پیشرفت علوم پایه و ظهور کامپیوتر تحولات چشمگیری در سیستم‌های رنگ ایجاد شد.